# Sinophorus nitidus
Sinophorus nitidus är en stekelart som först beskrevs av Carl Gustav Alexander Brischke 1880.  Sinophorus nitidus ingår i släktet Sinophorus och familjen brokparasitsteklar. Arten är reproducerande i Sverige. Inga underarter finns listade i Catalogue of Life.